# Псеудоисторија
Псеудоисторија је пежоративни појам који се користи за тип историјском ревизионизма, који често укључује сензационалне тврдње чије би прихватање захтевало поновно писање значајне количине прихваћене историје и који се заснива на методама који одступају од стандардних историографских конвенција. Криптоисторија је сродан појам који се користи за псеудоисторијске радове који се заснивају на окултним изворима.
Псеудоисторијски радови и идеје нису правилно истражене, рецензиране или их не подржавају уобичајени историографски методи. Један од уобичајених примера псеудоисторије је негирање Холокауста, али се и многе друге врсте теорија завере могу класификовати као псеудоисторија.
Једна од карактеристика псеудоисторије коју она дели са другим видовима псеудонауке је директно објављивање радова и идеја. Нормална научна дебата, у коју спада и легитимни историјски ревизионизам, се води у специјализованим публикацијама као што су журнали. Многи псеудоисторичари прескачу овај корак и директно објављују своје тврдње у популарним форматима као што књиге и чланци чији је циљ нестручна јавност која не може да оцени истинитост тврдњи.
Псеудоисторијске тврдње су контрадикторне према званичној историји, као и према другим псеудоисторијама.

## Дефиниција
Псеудоисторија се може упоредити са псеудонауком по томе што обе деле методологију, веровања и праксе за које се тврде да су научне, али не прате одговарајуће научне и историјске методологије и недостају им докази или су они неубедљиви.
Према писцима Мајклу Шермеру и Алексу Гробману, псеудоисторија је „поновно писање прошлости за садашње личне или политичке сврхе“.
Филозоф Роберт Тод Карол је предложио следеће критеријуме за неку тему који би је означили псеудоисторијом:
- рад некритички прихвата митове и анегдотске доказе без скептицизма
- рад има политичку, верску или другу идеолошку агенду
- рад није објављен у академским круговима и није адекватно рецензиран.
- докази за кључне чињенице су селективни и слави и игноришу противречне тврдње
- рад претпоставља да је могућост да је нешто истина довољно да то буде истина
- рад се ослања на једну или више теорија завере онда када би принцио Окамове оштрице препоручио простије и вероватније објашњење неке чињенице.

## Везе са другим псеудодисциплинама
Псеудоисторију често прати и псеудоархеологија као што је веровање у наводне древне цивилизације као што је Атлантида, или учења Њу ејџ извора као што су Рамта или Књига Урантије, које заговарају историјске догађаје или хронологије које се нису десиле. Рамта, на пример, је биће које је наводно водило војску која је покорила 2/2 света пре 35.000 година. Национални мистицизам је комбинација псеудоисторије и псеудоархеологије са наводном историјом посебне ентичке групе, који тврди древно или чак понекад натприродно порекло данашњег народа који историјски извори не подржавају. Неки Хитлерови симпатизери су имали таква веровања, тврдећи атлантско порекло аријевске расе. Неки нацисти су имали слична веровања, као што је Друштво Туле. Још један пример преклапања псеудоисторије са мистицизмом су тврдња из Мормонове књиге по којој су амерички староседеоци потомци Израелићана који су мигрирали на амерички континент у старозаветно време.

## Примери
- катастрофизам
  - књига Имануела Великовског „Светови у судару“[2]
- алтернативне хронологије
  - теорија Анатолија Фоменка Нова хронологија[3]
- психоисторија - покушај да се психологија споји са историјом, чиме би се одбацио историјски метод
- преколумбовска прекоокеанска путовања (у ово не спада викиншка колонизација Америке)
  - књига Гевина Мензиса „1421: Година када је Кина открила Америку“[4]
- религиозна историја
  - научна предвиђања у светим текстовима
  - Сионски приорат: радови као што су „Света крви, свети грал“, који претпостављају да се Исус Христ могао оженити Маријом Магдаленом, која се касније преселила у данашњу Француску и родила првог у линији меровиншке лозе.[5]
  - радови Дејвида Бартона и других који заговарају да су Сједињене Америчке Државе основане искључиво као хришћанска нација.[6][7]
  - потраге за Нојевом барком[8]
- етноцентричне псеудоисторије
  - већина афроцентристичких идеја (преколумбовски контакти Африке и Америке, Црни Египат) су оцењене као псеудоисторијске[9][10]
  - теорије о аутохтоним Аријевцима које је требало да оснаже хиндуистички национализам[11]
  - криптоисторије o германском мистицизму и нацистичком окултизму[12]
  - британски израелизам
  - радови инспирисани антисемитизмом
    - „Протоколи сионских мудраца“, фалсификовани рад чија је сврха била да покаже постојање јеврејске завере за владавину светом[13]
    - порицање Холокауста: тврдње да се Холокауст није десио или је значајно преувеличан[14]

  - Српска аутохтонистичка школа[15]
  - Височке пирамиде
  - Венетска теорија
  - идеје да су данашњи Македонци директни потомци античких Македонаца
  - Теза да су бугарски цар Самуил и његови наследници Гаврило Радомир и Јован Владислав били „македонски цареви”.[16]
- антички астронаути, археоастрономија и изгубљени светови
  - идеје од постојању изгубљених континената Атлантида и Лемурија[4]
  - „Кочије богова?“ и друге књиге Ериха фон Деникена, које тврде да су древни ванземаљци саградили пирамиде и друге споменике[17]
  - радови Кристофера Најта, као што је „Уријелова машина“, која заговара постојање древне технолошки напредне цивилизације[18][19]
- Шекспирово ауторство, претпоставка да је неко други, а не Вилијам Шекспир написао дела која му се приписују.
- порицање слетања на Месец
- идеје о мајанским пророчанствима
  - Феномен 21. децембра 2012.